# Superliga de fútbol femenino 2010-11
La temporada 2010-11 de la Superliga de fútbol femenino de España empezó a disputarse el 4 de septiembre de 2010 y finalizó el 8 de mayo de 2011.
El Rayo Vallecano se proclamó campeón por tercera temporada consecutiva, ganando su último trofeo de su historia.

## Equipos de la Superliga 2010-2011
| Club                            | Ciudad                     | Estadio                                   |
| ------------------------------- | -------------------------- | ----------------------------------------- |
| Athletic Club EFT               | Bilbao                     | Lezama                                    |
| Club Atlético de Madrid Féminas | Madrid                     | Cerro del Espino                          |
| Club Atlético Málaga            | Málaga                     | Campo municipal José Gallardo             |
| Futbol Club Barcelona           | Barcelona                  | Ciutat Esportiva Joan Gamper              |
| Unión Deportiva Collerense      | Palma de Mallorca          | Can Caimari                               |
| Sociedad Deportiva Eibar        | Éibar                      | Instalaciones de Unbe                     |
| Real Club Deportivo Espanyol    | Barcelona                  | Ciutat Esportiva de Sant Adrià del Besòs  |
| Club Gimnàstic de Tarragona     | Tarragona                  | Nou Estadi                                |
| Sociedad Deportiva Lagunak      | Barañáin                   | Municipal Lagunak                         |
| Unión Deportiva Las Palmas      | Las Palmas de Gran Canaria | Alfonso Silva                             |
| Unió Esportiva L'Estartit       | Torroella de Montgrí       | Municipal de L'Estartit                   |
| Levante Unión Deportiva         | Valencia                   | Polideportivo Nazaret                     |
| Oviedo Moderno                  | Oviedo                     | Manuel Díaz Vega                          |
| Rayo Vallecano                  | Madrid                     | Ciudad deportiva Fundación Rayo Vallecano |
| Real Sociedad de Fútbol         | San Sebastián              | Zubieta                                   |
| Reocín Racing                   | Puente San Miguel          | Municipal Pepín Cadelo                    |
| Club Esportiu Sant Gabriel      | San Adrián de Besós        | Municipal José Luis Ruiz Casado           |
| Sevilla Fútbol Club             | Sevilla                    | Estadio Guadalquivir                      |
| Sporting Club de Huelva         | Huelva                     | Ciudad deportiva de El Conquero           |
| AD Torrejón CF                  | Torrejón de Ardoz          | Las Veredillas                            |
| CD Transportes Alcaine          | Zaragoza                   | Pedro Sancho                              |
| Valencia Féminas CF             | Valencia                   | Municipal de Beniferri                    |
| Real Valladolid                 | Valladolid                 | Nuevo Estadio José Zorrilla (anexos)      |

## Sistema de competición
La Superliga española 2010-11 está organizada por la Real Federación Española de Fútbol, siendo un torneo no profesional.
Esta temporada habrá 23 clubes participantes tras los ascensos de Sant Gabriel y Reocín Racing y el abandono del Real Jaén. El torneo se disputa en dos fases.

### Primera fase
En una primera fase, los participantes se distribuyen según criterios de proximidad geográfica en tres grupos -A, B y C- de ocho equipos y siete el grupo C. Esta primera fase se disputa siguiendo un sistema de liga, en la que los equipos de cada grupo se enfrentaron todos contra todos en dos ocasiones, una en campo propio y otra en campo contrario. El orden de los encuentros se decidió por sorteo antes de empezar la competición.
La clasificación se establece con arreglo a los puntos obtenidos en cada enfrentamiento, a razón de tres por partido ganado, uno por empatado y ninguno en caso de derrota. Si dos equipos igualasen a puntos, los mecanismos establecidos por el reglamento para desempatar la clasificación fueron los siguientes:
1. El que tenga una mayor diferencia entre goles a favor y en contra en los enfrentamientos entre ambos.
2. Si persiste el empate, la mayor la diferencia de goles a favor y en contra en todos los encuentros de esta fase.

Para un empate a puntos entre tres o más clubes, los sucesivos mecanismos de desempate previstos por el reglamento son los siguientes: 
1. La mejor puntuación de la que a cada uno corresponda a tenor de los resultados de los partidos jugados entre sí por los clubes implicados.
2. La mayor diferencia de goles a favor y en contra, considerando únicamente los partidos jugados entre sí por los clubes implicados.
3. La mayor diferencia de goles a favor y en contra teniendo en cuenta todos los encuentros de esta fase.
4. El mayor número de goles a favor teniendo en cuenta todos los encuentros de esta fase.

### Segunda fase
A raíz de las clasificaciones obtenidas en la primera fase, en la segunda fase los equipos se distribuyen nuevamente en tres grupos. Los dos primeros clasificados de cada grupo y los dos mejores terceros formarán el grupo A y lucharán por el título de Superliga, mientras el resto de equipos se dividirán en los grupos B y C.
Esta segunda fase, como la primera, se disputa mediante un sistema de liga a doble vuelta, siguiendo los mismos criterios de puntuación.

### Efectos de la clasificación en la Segunda fase[1]
Los dos primeros clasificados del Grupo A disputarán una final por eliminación directa, a doble partido para decidir el campeón de la Superliga. El campeón de liga obtiene una plaza para la siguiente edición de la Liga de Campeones de la UEFA femenina. Ambos quedan clasificados para la Copa de Reina quedando exentos de la primera eliminatoria y entrando directos a la segunda fase.
Por su parte, el resto de equipos del grupo A y los tres primeros clasificados del Grupo B y del Grupo C también obtienen el acceso para disputar la primera eliminatoria para la Copa de la Reina.
Esta temporada se producirán siete descensos a Primera Nacional, los cuatro últimos del Grupo B y los tres últimos del Grupo C, de la Segunda Fase.

## Primera fase
|  | Grupo A. Equipos que competirán en la segunda fase por el campeonato.                                           |
|  | Grupo B. Equipos que competirán por una plaza para la Copa de la Reina y evitar el descenso a Primera Nacional. |
|  | Grupo C. Equipos que competirán por una plaza para la Copa de la Reina y evitar el descenso a Primera Nacional. |

### Grupo A
| Pos | Equipo           | J  | G  | E | P  | GF | GC | DG  | Pts. |
| --- | ---------------- | -- | -- | - | -- | -- | -- | --- | ---- |
| 1   | Real Sociedad    | 14 | 11 | 1 | 2  | 31 | 7  | +24 | 34   |
| 2   | Athletic Club    | 14 | 11 | 1 | 2  | 58 | 8  | +50 | 34   |
| 3   | Prainsa Zaragoza | 14 | 10 | 0 | 4  | 34 | 13 | +21 | 30   |
| 4   | Lagunak          | 14 | 8  | 3 | 3  | 18 | 12 | +6  | 27   |
| 5   | Oviedo Moderno   | 14 | 5  | 1 | 8  | 29 | 38 | -9  | 16   |
| 6   | Reocín Racing    | 14 | 2  | 3 | 9  | 16 | 39 | -23 | 9    |
| 7   | Éibar            | 14 | 1  | 4 | 9  | 17 | 44 | -27 | 7    |
| 8   | Real Valladolid  | 14 | 0  | 3 | 11 | 12 | 54 | -42 | 3    |

|                  | ATH | EIB | LAG | OVI  | PRA | RSO | REO | VLL |
| Athletic Club    | -   | 9-1 | 3-0 | 10-2 | 1-0 | 1-2 | 9-0 | 7-0 |
| Éibar            | 0-1 | -   | 0-0 | 1-3  | 0-4 | 1-2 | 3-3 | 2-2 |
| Lagunak          | 1-0 | 1-1 | -   | 3-0  | 0-1 | 1-0 | 1-0 | 4-1 |
| Oviedo Moderno   | 1-4 | 9-3 | 1-1 | -    | 1-2 | 1-3 | 2-1 | 4-1 |
| Prainsa Zaragoza | 0-2 | 4-1 | 4-1 | 1-0  | -   | 1-2 | 2-0 | 6-0 |
| Real Sociedad    | 1-1 | 2-0 | 0-1 | 3-0  | 3-0 | -   | 7-0 | 1-0 |
| Reocín Racing    | 0-1 | 3-2 | 1-3 | 3-2  | 1-2 | 0-1 | -   | 1-1 |
| Real Valladolid  | 0-9 | 1-2 | 0-1 | 2-3  | 1-7 | 0-4 | 1-1 | -   |

### Grupo B
| Pos | Equipo           | J  | G  | E | P  | GF | GC | DG  | Pts. |
| --- | ---------------- | -- | -- | - | -- | -- | -- | --- | ---- |
| 1   | RCD Espanyol     | 14 | 12 | 1 | 1  | 63 | 9  | +54 | 37   |
| 2   | FC Barcelona     | 14 | 10 | 1 | 3  | 40 | 13 | +27 | 31   |
| 3   | Sant Gabriel     | 14 | 9  | 0 | 5  | 31 | 29 | +2  | 27   |
| 4   | Valencia Féminas | 14 | 8  | 0 | 6  | 29 | 30 | -1  | 24   |
| 5   | Levante UD       | 14 | 8  | 0 | 6  | 28 | 15 | +13 | 24   |
| 6   | UD Collerense    | 14 | 3  | 2 | 9  | 18 | 33 | -15 | 11   |
| 7   | UE L'Estartit    | 14 | 2  | 2 | 10 | 15 | 38 | -23 | 8    |
| 8   | Gimnàstic        | 14 | 1  | 0 | 13 | 6  | 63 | -57 | 3    |

|                  | BAR | COL | ESP  | EST | GIM  | LEV | SGA | VAL |
| FC Barcelona     | -   | 4-0 | 1-0  | 0-0 | 13-0 | 2-0 | 1-2 | 2-0 |
| UD Collerense    | 1-0 | -   | 3-3  | 3-3 | 4-0  | 0-3 | 2-3 | 0-4 |
| RCD Espanyol     | 3-1 | 2-0 | -    | 4-0 | 10-0 | 3-1 | 4-1 | 4-1 |
| UE L'Estartit    | 2-3 | 2-1 | 0-5  | -   | 3-0  | 1-2 | 0-5 | 0-5 |
| Gimnàstic        | 1-4 | 0-2 | 0-8  | 3-2 | -    | 0-3 | 0-2 | 1-5 |
| Levante UD       | 1-2 | 3-1 | 0-2  | 2-1 | 2-0  | -   | 9-0 | 0-1 |
| Sant Gabriel     | 2-4 | 4-0 | 1-5  | 3-0 | 1-0  | 0-2 | -   | 4-2 |
| Valencia Féminas | 1-3 | 2-1 | 0-10 | 2-1 | 4-1  | 2-0 | 0-3 | -   |

### Grupo C
| Pos | Equipo                  | J  | G  | E | P | GF | GC | DG  | Pts. |
| --- | ----------------------- | -- | -- | - | - | -- | -- | --- | ---- |
| 1   | Rayo Vallecano          | 12 | 10 | 1 | 1 | 50 | 10 | +40 | 31   |
| 2   | Atlético Madrid Féminas | 12 | 9  | 2 | 1 | 36 | 15 | +21 | 29   |
| 3   | AD Torrejón CF          | 12 | 5  | 4 | 3 | 11 | 14 | -3  | 19   |
| 4   | Sevilla FC              | 12 | 5  | 0 | 7 | 18 | 24 | -6  | 15   |
| 5   | Sporting de Huelva      | 12 | 3  | 2 | 7 | 18 | 25 | -7  | 11   |
| 6   | Las Palmas              | 12 | 3  | 1 | 8 | 20 | 25 | -5  | 10   |
| 7   | Atlético Málaga         | 12 | 1  | 2 | 9 | 10 | 50 | -40 | 5    |

|                         | ATL | MAL  | PAL | RAY  | SEV | HUE | TOR |
| Atlético Madrid Féminas | -   | 5-0  | 2-1 | 2-2  | 5-1 | 4-3 | 1-1 |
| Atlético Málaga         | 1-4 | -    | 2-1 | 1-12 | 0-2 | 1-3 | 0-0 |
| Las Palmas              | 2-4 | 7-1  | -   | 1-3  | 0-1 | 0-3 | 0-1 |
| Rayo Vallecano          | 4-1 | 10-1 | 3-0 | -    | 5-1 | 3-1 | 2-0 |
| Sevilla FC              | 0-2 | 2-0  | 2-4 | 0-3  | -   | 2-3 | 5-1 |
| Sporting de Huelva      | 0-4 | 2-2  | 1-2 | 1-3  | 0-2 | -   | 1-1 |
| AD Torrejón CF          | 0-2 | 2-1  | 2-2 | 1-0  | 1-0 | 1-0 | -   |

## Segunda fase
|  | Obtiene plaza para la segunda ronda de la Copa de la Reina y disputa la 'Final de la Superliga'. |
|  | Obtiene plaza para la Copa de la Reina.                                                          |
|  | Desciende a Primera Nacional.                                                                    |

### Grupo A
| Pos | Equipo                  | J  | G  | E | P | GF | GC | DG  | Pts. |
| --- | ----------------------- | -- | -- | - | - | -- | -- | --- | ---- |
| 1   | RCD Espanyol            | 14 | 10 | 2 | 2 | 42 | 14 | +28 | 32   |
| 2   | Rayo Vallecano          | 14 | 9  | 3 | 2 | 41 | 20 | +21 | 30   |
| 3   | Athletic Club           | 14 | 9  | 1 | 4 | 32 | 15 | +17 | 28   |
| 4   | FC Barcelona            | 14 | 5  | 4 | 5 | 13 | 13 | 0   | 19   |
| 5   | Atlético Madrid Féminas | 14 | 5  | 2 | 7 | 17 | 24 | -7  | 17   |
| 6   | Prainsa Zaragoza        | 14 | 3  | 2 | 9 | 20 | 31 | -11 | 11   |
| 7   | Sant Gabriel            | 14 | 2  | 4 | 8 | 19 | 48 | -29 | 10   |
| 8   | Real Sociedad           | 14 | 2  | 4 | 8 | 9  | 28 | -19 | 10   |

|                         | ATH | ATL | BAR | ESP | PRA | RAY | RSO | SGA |
| Athletic Club           | -   | 4-0 | 0-1 | 2-0 | 6-0 | 1-1 | 3-1 | 6-1 |
| Atlético Madrid Féminas | 1-2 | -   | 0-1 | 1-1 | 1-0 | 0-3 | 2-1 | 3-1 |
| FC Barcelona            | 2-2 | 2-1 | -   | 1-2 | 0-0 | 0-1 | 1-1 | 3-0 |
| RCD Espanyol            | 4-0 | 4-0 | 1-0 | -   | 2-1 | 6-1 | 7-0 | 8-0 |
| Prainsa Zaragoza        | 0-2 | 0-1 | 1-2 | 1-2 | -   | 3-1 | 2-0 | 6-3 |
| Rayo Vallecano          | 2-1 | 4-2 | 1-0 | 6-2 | 6-2 | -   | 5-0 | 7-0 |
| Real Sociedad           | 3-2 | 0-1 | 0-0 | 0-2 | 1-0 | 0-0 | -   | 0-1 |
| Sant Gabriel            | 0-2 | 0-3 | 3-0 | 1-1 | 4-4 | 3-3 | 2-2 | -   |

### Grupo B
| Pos | Equipo             | J  | G | E | P  | GF | GC | DG  | Pts. |
| --- | ------------------ | -- | - | - | -- | -- | -- | --- | ---- |
| 1   | Valencia Féminas   | 14 | 9 | 2 | 3  | 38 | 22 | +16 | 29   |
| 2   | Sporting de Huelva | 14 | 8 | 2 | 4  | 36 | 20 | +16 | 26   |
| 3   | Reocín Racing      | 14 | 7 | 4 | 3  | 26 | 23 | +3  | 25   |
| 4   | Atlético Málaga    | 14 | 8 | 1 | 5  | 21 | 21 | 0   | 25   |
| 5   | AD Torrejón CF     | 14 | 7 | 3 | 4  | 26 | 15 | +11 | 24   |
| 6   | Oviedo Moderno     | 14 | 7 | 2 | 5  | 27 | 15 | +12 | 23   |
| 7   | Gimnàstic          | 14 | 2 | 1 | 11 | 9  | 39 | -31 | 7    |
| 8   | Éibar              | 14 | 0 | 1 | 13 | 11 | 39 | -27 | 1    |

|                    | MAL | EIB | GIM | OVI | REO | HUE | TOR | VAL |
| Atlético Málaga    | -   | 2-1 | 1-0 | 2-1 | 1-1 | 4-3 | 3-0 | 4-2 |
| Éibar              | 0-1 | -   | 2-3 | 1-1 | 1-3 | 0-2 | 1-2 | 0-2 |
| Gimnàstic          | 0-1 | 1-0 | -   | 0-2 | 0-3 | 0-5 | 1-1 | 2-4 |
| Oviedo Moderno     | 3-0 | 6-2 | 5-0 | -   | 1-2 | 2-1 | 0-1 | 3-2 |
| Reocín Racing      | 2-1 | 4-1 | 3-0 | 1-1 | -   | 2-1 | 0-1 | 2-2 |
| Sporting de Huelva | 1-0 | 3-1 | 4-0 | 2-1 | 6-1 | -   | 3-3 | 3-2 |
| AD Torrejón CF     | 4-0 | 6-0 | 3-1 | 0-1 | 1-1 | 2-0 | -   | 1-2 |
| Valencia Féminas   | 3-1 | 3-1 | 5-1 | 1-0 | 6-1 | 2-2 | 2-1 | -   |

### Grupo C
| Pos | Equipo          | J  | G | E | P  | GF | GC | DG  | Pts. |
| --- | --------------- | -- | - | - | -- | -- | -- | --- | ---- |
| 1   | Levante UD      | 12 | 9 | 2 | 1  | 29 | 7  | +22 | 29   |
| 2   | UD Collerense   | 12 | 7 | 2 | 3  | 22 | 13 | +9  | 23   |
| 3   | SD Lagunak      | 12 | 7 | 2 | 3  | 15 | 11 | +4  | 23   |
| 4   | UE L'Estartit   | 12 | 6 | 1 | 5  | 28 | 21 | +7  | 19   |
| 5   | Sevilla FC      | 12 | 4 | 3 | 5  | 19 | 21 | -2  | 15   |
| 6   | Las Palmas      | 12 | 2 | 1 | 9  | 12 | 26 | -14 | 7    |
| 7   | Real Valladolid | 12 | 1 | 1 | 10 | 5  | 31 | -26 | 4    |

|                 | COL | LAG | LPA | SEV | EST | LEV | VLL |
| UD Collerense   |     | 2-1 | 2-1 | 1-1 | 3-1 | 0-1 | 6-1 |
| SD Lagunak      | 0-3 |     | 2-1 | 1-1 | 3-0 | 1-0 | 1-0 |
| Las Palmas      | 0-3 | 1-2 |     | 2-0 | 2-3 | 1-1 | 1-0 |
| Sevilla FC      | 0-1 | 0-1 | 3-1 |     | 3-1 | 0-4 | 7-3 |
| UE L'Estartit   | 4-1 | 2-1 | 7-2 | 1-1 |     | 1-2 | 3-0 |
| Levante UD      | 3-0 | 1-1 | 2-0 | 5-2 | 3-1 |     | 4-0 |
| Real Valladolid | 0-0 | 0-1 | 1-0 | 0-1 | 0-4 | 0-3 |     |

## Final
| 30 de abril de 2011, 17:30 (CET) | Rayo Vallecano              | 2:2 (1:1) | RCD Espanyol          | Estadio Teresa Rivero, Madrid |                          |
|                                  | Saray 2' · Jenni 58' (pen.) | Reporte   | Vero Boquete 16', 78' | Árbitro(s): López Puerta      | Árbitro(s): López Puerta |

| 8 de mayo de 2011, 11:00 (CET) | RCD Espanyol | 1:2 (1:1) | Rayo Vallecano        | Ciudad deportiva de San Adrián, San Adrián de Besós      |                                                          |
|                                | Ane 7'       | Reporte   | Sonia 15' · Jenni 70' | Asistencia: 1.200 espectadores Árbitro(s): Medié Jiménez | Asistencia: 1.200 espectadores Árbitro(s): Medié Jiménez |

| Campeón Rayo Vallecano 3.o título |